# Онума (уезд)
Онума (яп. 大沼郡 Онума-гун) уезд расположен в префектуре Фукусима, Япония.

Расположение уезда Онума в префектуре Фукусима.

По оценкам на 1 апреля 2017 года, население составляет 25,314 человек, площадь 870.52 км ², плотность 29.1 человек / км ².

## Посёлки и сёла
- Айдзумисато
- Канеяма
- Мисима
- Сёва

## Слияния
- 1 октября 2005 года посёлки Адзухонго и Айдзутакада и село Ниицуру слились в новый посёлок Айдзумисато.